# Хаймбах
Хаймбах (на немски: Heimbach) е град в Северен Рейн-Вестфалия, Германия, в Айфел с 4366 жители (2015).
Намира се в долината на Рур. За пръв път е споменат в документ на франкския крал Теодерих I от 673 г.